# Wereldtentoonstelling van 1984
De Wereldtentoonstelling van 1984 werd gehouden in de Amerikaanse stad New Orleans. Dit was honderd jaar na de World Cotton Centennial die in 1884 ook in New Orleans plaatsvond. De tentoonstelling had te maken met tegenvallende bezoekersaantallen en het faillissement werd nog tijdens de tentoonstelling aangevraagd. De tegenvallende bezoekersaantallen werden geweten aan de korte tijd na de tentoonstelling in 1982 en de gelijktijdig gehouden olympische spelen in Los Angeles, anderen wezen naar het Epcot Center in Florida dat in 1982 was geopend en de bezoekers zou weghouden. Hoe dan ook de tentoonstelling in New Orleans was de laatste Expo in de Verenigde Staten.
Het terrein langs de Mississippi was vrijgekomen door de sloop van leegstaande pakhuizen. Het Bureau International des Expositions erkende de tentoonstelling als gespecialiseerde tentoonstelling. Er waren geen grote paviljoens zoals op het World's Fair van New York in 1964-1965 en de voorspellingen dat het op een fiasco zou uitlopen kwamen dan ook uit. Hoewel ruim 7 miljoen bezoekers naar de tentoonstelling kwamen was het niet genoeg om de kosten, 350 miljoen dollar, terug te verdienen. Loonuitbetalingen werden door de banken geweigerd en alleen door overheidssteun kon de tentoonstelling tot de geplande sluitingsdatum open blijven. Al in de eerste maand kwamen 30.000 bezoekers minder dan verwacht naar de tentoonstelling.
De staat Louisiana besteedde $ 5 mln aan de tentoonstelling en liet thesaurier Ralph Perlman toezien op de juiste besteding van het geld. Ondanks deze moeilijkheden hebben veel inwoners van New Orleans goede herinneringen aan de tentoonstelling vooral vanwege de post-moderne architectuur, zoals de Wonderwall van de architecten Charles Willard Moore en William Turnbull.
Grote attracties waren de Mississippi Aerial River Transit, een kabelbaan die de bezoekers vervoerde van het Warehouse District naar Algiers aan de overkant van de Mississippi, en de Space Shuttle Enterprise.
Het terrein langs de Mississippi lag vlak bij het New Orleans Central Business district op een voormalig spoorwegemplacement. Niet alle pakhuizen werden gesloopt, maar een aantal werd gerestaureerd om het Warehouse district nieuw leven in te blazen. De Riverwalk Market place en het Ernest N. Morial Convention Center zijn nieuw gebouwd voor de tentoonstelling. De kabelbaan is na de tentoonstelling afgebroken en de monorail is hergebruikt in de dierentuin van Miami.
Het faillissement was voor een aantal onderaannemers aanleiding om de hoofdaannemer aansprakelijk te stellen voor de betaling van hun rekeningen.